# Wörgl
Wörgl es una localidad del distrito de Kufstein, en el estado de Tirol, Austria, con una población estimada a principio del año 2018 de 13 811 habitantes. 
Se encuentra ubicada al noreste del estado, al este de la ciudad de Innsbruck —la capital del estado—, en el valle del río Eno y cerca de la frontera con Alemania (estado de Baviera), al norte.

## Historia

### El experimento de Wörgl

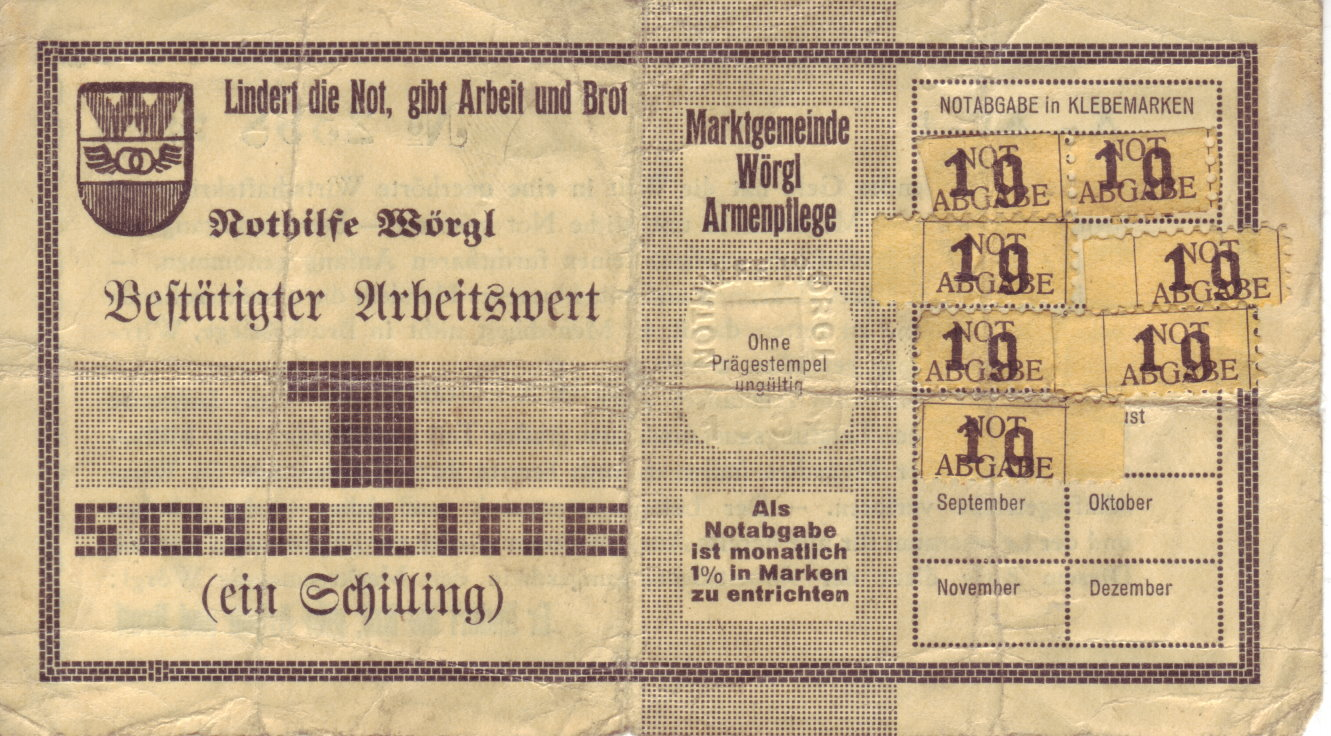
Billete de un chelín con sellos de oxidación de Wörgl

Wörgl fue el escenario del "Milagro de Wörgl", que comenzó el 31 de julio de 1932 durante la Gran Depresión. Comenzó con la emisión de "Billetes de Compensación Certificados", una forma de moneda local comúnmente conocida como "Stamp Scrip" (que se podría traducir como vale con sello basado en la idea del dinero libre o Freigeld. Se trataba de una aplicación de las teorías monetarias del economista Silvio Gesell por parte del entonces alcalde de la ciudad, Michael Unterguggenberger.
El experimento se tradujo en un crecimiento del empleo y permitió llevar a cabo proyectos de la administración local como nuevas viviendas, un embalse, una pista de esquí y un puente, en contraste con la depresión que se vivía en el resto del país. También se dice que no hubo inflación ni deflación durante el experimento.
A pesar del gran interés que despertó en su momento, incluido el del primer ministro francés Edouard Daladier y el economista Irving Fisher, el "experimento" fue finalizado por el banco central austríaco Oesterreichische Nationalbank el 1 de septiembre de 1933, para que el gobierno federal mantuviera el monopolio de la moneda de curso legal del país.
El economista británico John Maynard Keynes pensaba que "la economía del futuro aprenderá más de las ideas de Gesell que de las de Marx".
En 2006 se colocaron hitos por toda la ciudad para conmemorar este acontecimiento.